# Kumajra
Kumajra (arab. قميرة) – wieś w Syrii, w muhafazie Hims. W 2004 roku liczyła 310 mieszkańców.